# Tetzaveh
Da non confondersi con Tzav (parashah) o Mitzvah.
Tetzaveh, Tetsaveh, T'tzaveh, o T'tzavveh (ebraico: תְּצַוֶּה — tradotto in italiano: "tu ordinerai”, seconda parola e incipit di questa parashah) è la ventesima porzione settimanale della Torah (ebr. פָּרָשָׁה – parashah o anche parsha/parscià) nel ciclo annuale ebraico di letture bibliche dal Pentateuco, settima nel Libro dell'Esodo. Rappresenta il passo 27:20-30:10 di Esodo, che gli ebrei leggono durante il ventesimo Shabbat dopo Simchat Torah, generalmente a febbraio o marzo.
La parshah riporta i comandi di Dio per fornire olio d'oliva alla Menorah, per fare vestimenti sacri per i sacerdoti, per condurre una cerimonia di ordinazione e per un altare da incenso.

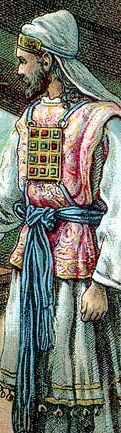
Il Sommo Sacerdote (illustrazione da una figurina biblica pubblicata dalla Providence Lithograph Company, 1907)

## Letture

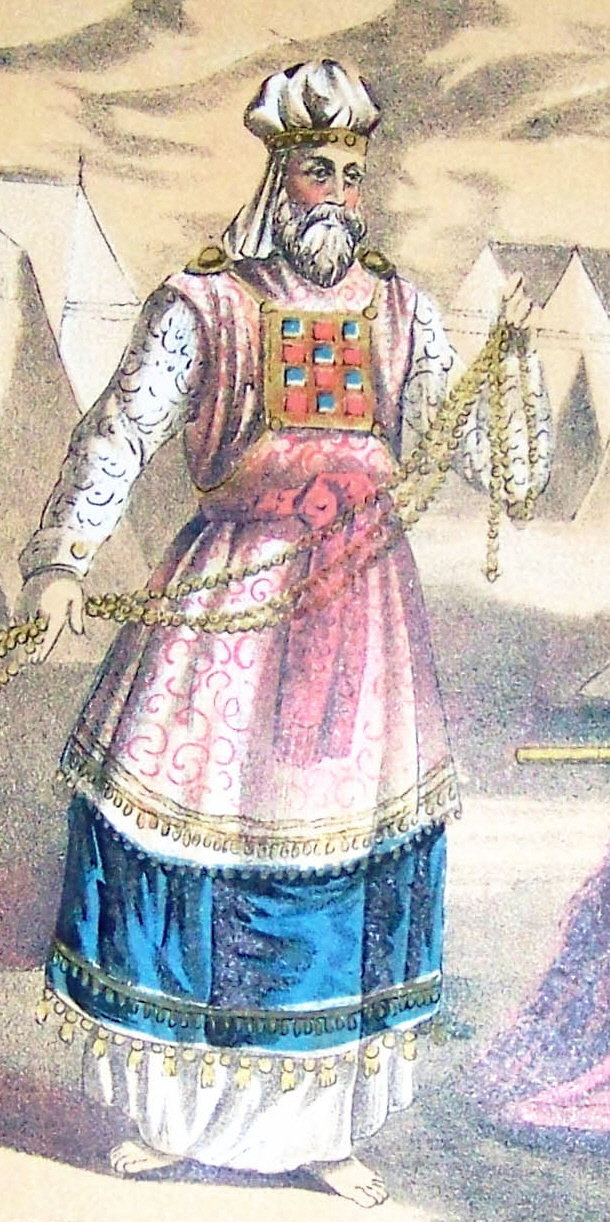
Il Sommo Sacerdote (illustrazione dalla Bibbia Holman, 1890)

Nella lettura tradizionale dello Shabbat, la parashah è suddivisa in sette parti, o in ebraico עליות, aliyot.

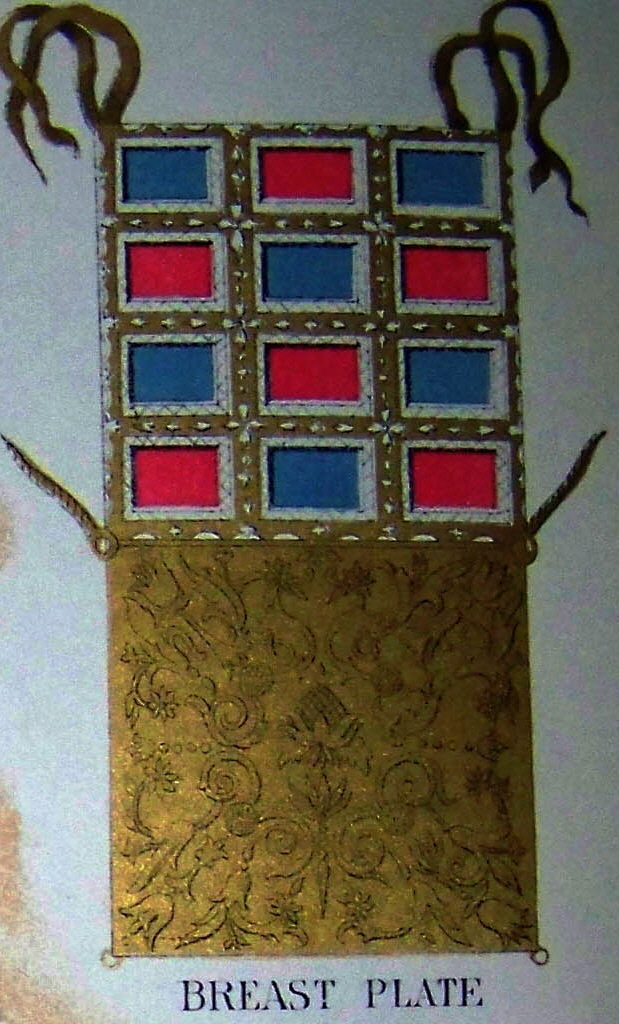
Pettorale del Sommo Sacerdote (illustrazione dalla Bibbia Holman, 1890)

### Prima lettura — Esodo 27:20–28:12
Nella prima lettura (ebraico: עליה, aliyah), Dio ordina agli Israeliti di portare a Mosè olio di oliva limpido in modo che Aronne e i suoi discendenti nella loro qualità di Sommi Sacerdoti possano accendere le lampade regolarmente nel Tabernacolo. Dio istruisce Mosè di fare vesti sacre per Aronne: un pettorale (Hoshen), un efod, una tunica, una lamina d'oro puro con l'iscrizione “Sacro al Signore”, una tunica con frange, un turbante, una cintura e calzoni di lino.

### Seconda lettura — Esodo 28:13–30
Nella seconda lettura (ebraico: עליה, aliyah), Dio dettaglia le istruzioni per il pettorale. Dio ordina a Mosè di mettere Urim e Tummim dentro al pettorale del giudizio.

### Terza lettura — Esodo 28:31–43
Nella terza lettura (ebraico: עליה, aliyah), Dio spiega le istruzioni per il manto, la lamina d'oro, la tunica, il turbante, la cintura e i calzoni. Dio istruisce Mosè di porre melograne di porpora e sonagli d'oro intorno al lembo del manto, per emettere un suono quando il Sommo Sacerdote entra ed esce dal santuario, cosicché non muoia.

### Quarta lettura — Esodo 29:1–18
Nella quarta lettura (ebraico: עליה, aliyah), Dio espone una cerimonia di ordinazione per i sacerdoti che comprende il sacrificio di un giovane toro, due montoni, pane azzimo, focacce azzime all'olio, e schiacciate senza lievito unte con olio. Dio istruisce Mosè di condurre il giovenco davanti al Tabernacolo, far imporre le mani sulla testa dell'animale ad Aronne e ai suoi figli, macellare il giovenco all'entrata della Tenda del Convegno, e spalmare parte del suo sangue sui corni dell'altare.

### Quinta lettura — Esodo 29:19–37
Nella quinta lettura (ebraico: עליה, aliyah), Dio ordina a Mosè di prendere uno degli arieti, far imporre sulla sua testa le mani di Aronne e dei suoi figli, macellarlo e spalmare una parte del suo sangue sul lobo dell'orecchio destro di Aronne, sul lobo dell'orecchio destro dei suoi figli, sul pollice della loro mano destra e sull'alluce del loro piede destro; poi spargere il rimanente sangue intorno all'altare.

### Sesta lettura — Esodo 29:38–46
Nella sesta lettura (ebraico: עליה, aliyah), Dio promette di incontrare e parlare a Mosè e agli Israeliti in quel luogo, di dimorare tra di loro e di essere il loro Dio.

### Settima lettura — Esodo 30:1–10
Nella settima lettura (ebraico: עליה, aliyah), Dio instruisce Mosè di costruire un altare per l'incenso, fatto di legno d'acacia rivestito d'oro — a volte chiamato l'Altare d'Oro. Tale altare dovrà esser posto davanti al velo che nasconde l'Arca della Testimonianza

## Interpretazione intrabiblica

### Esodo capitoli 25–39
La tabella riporta il modello di istruzione e la costruzione del Tabernacolo e dei suoi arredi:

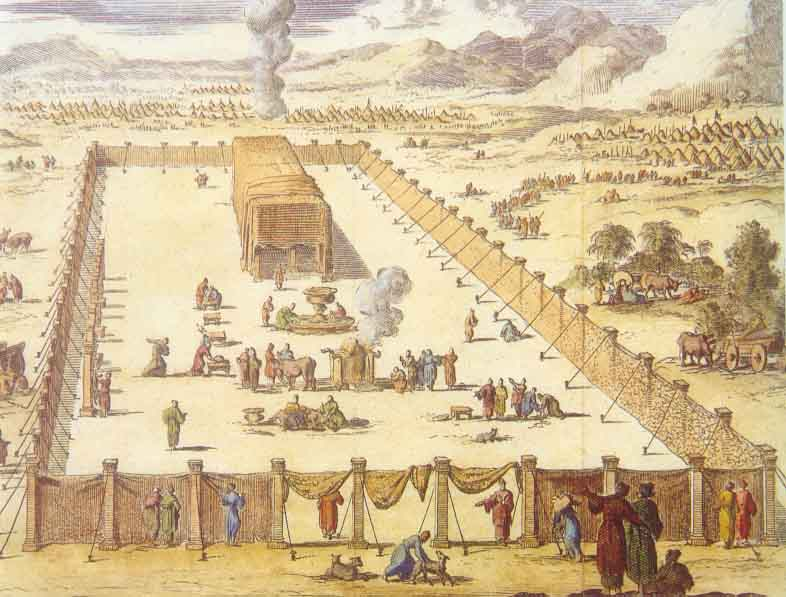
Il Tabernacolo

| Articolo               | Istruzione | Istruzione     | Costruzione | Costruzione       |
| Articolo               | Ordine     | Versetti       | Ordine      | Versetti          |
| ---------------------- | ---------- | -------------- | ----------- | ----------------- |
| Contributo             | 1          | Esodo 25:1-9   | 2           | Esodo 35:4-29     |
| Arca                   | 2          | Esodo 25:10-22 | 5           | Esodo 37:1-9      |
| Tavola                 | 3          | Esodo 25:23-30 | 6           | Esodo 37:10-16    |
| Menorah                | 4          | Esodo 25:31-40 | 7           | Esodo 37:17-24    |
| Tabernacolo            | 5          | Esodo 26:1-37  | 4           | Esodo 36:8-38     |
| Altare dei Sacrifici   | 6          | Esodo 27:1-8   | 11          | Esodo 38:1-7      |
| Corte del Tabernacolo  | 7          | Esodo 27:9-19  | 13          | Esodo 38:9-20     |
| Lampada                | 8          | Esodo 27:20-21 | 16          | Numeri 8:1-4      |
| Vesti Sacerdotali      | 9          | Esodo 28:1-43  | 14          | Esodo 39:1-31     |
| Rituale di Ordinazione | 10         | Esodo 29:1-46  | 15          | Levitico 8:1-9:24 |
| Altare dell'Incenso    | 11         | Esodo 30:1-10  | 8           | Esodo 37:25-28    |
| Lavabo                 | 12         | Esodo 30:17-21 | 12          | Esodo 38:8        |
| Olio dell'Unzione      | 13         | Esodo 30:22-33 | 9           | Esodo 37:29       |
| Incenso                | 14         | Esodo 30:34-38 | 10          | Esodo 37:29       |
| Artigiani              | 15         | Esodo 31:1-11  | 3           | Esodo 35:30-36:7  |
| Shabbat                | 16         | Esodo 31:12-17 | 1           | Esodo 35:1-3      |

## Comandamenti
Secondo Maimonide e lo Sefer ha-Chinuch, ci sono 4 comandamenti (mitzvot) positivi e 3 comandamenti negativi in questa parshah.
- Accendere la Menorah ogni giorno.[48]
- I Kohanim devono indossare i loro vestimenti sacerdotali durante il servizio.[49]
- Il pettorale non deve essere allentato (distaccato) dall'efod.[50]
- Non lacerare le vesti sacre.[51]
- I Kohanim devono mangiare la carne sacrificale.[52]
- Bruciare l'incenso ogni giorno.[53]
- Non bruciare niente altro sull'altare dell'incenso, se non l'incenso stesso.[54]

## Nella liturgia
Il sacrificio tamid che Esodo 29:38-39 richiedeva ai sacerdoti di offrire all'alba presagiva il servizio di preghiera pomeridiano, chiamato “Mincha” o “offerta” in ebraico.

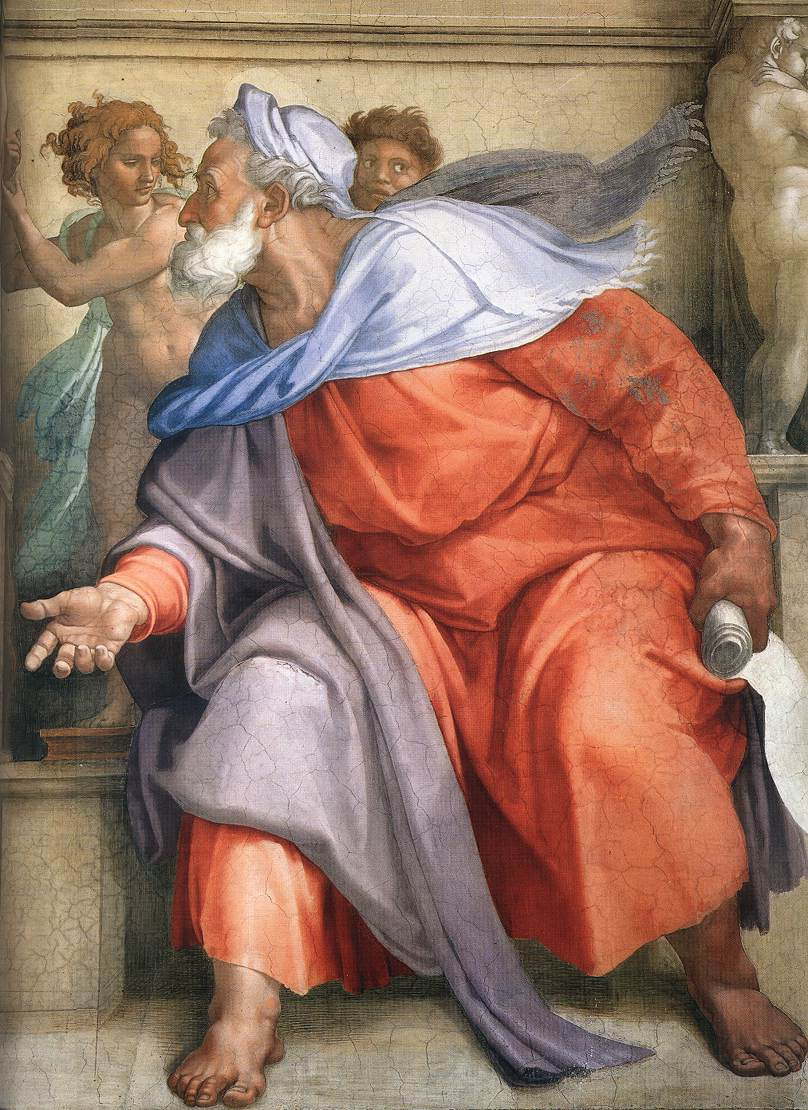
Ezechiele (affresco di Michelangelo nella Cappella Sistina, 1510)

## Haftarah

### Generalmente
La haftarah della parshah è Ezechiele 43:10-27.

#### Collegamento alla Parshah
Sia la parshah che la haftarah in Ezechiele descrivono il santo altare sacrificale di Dio e la sua consacrazione, la parshah nel Tabernacolo nel deserto, e la haftarah nella concezione di Ezechiele per un Tempio futuro. Entrambe descrivono i piani concepiti da un grande profeta, Mosè nella parshah ed Ezechiele nella haftarah.

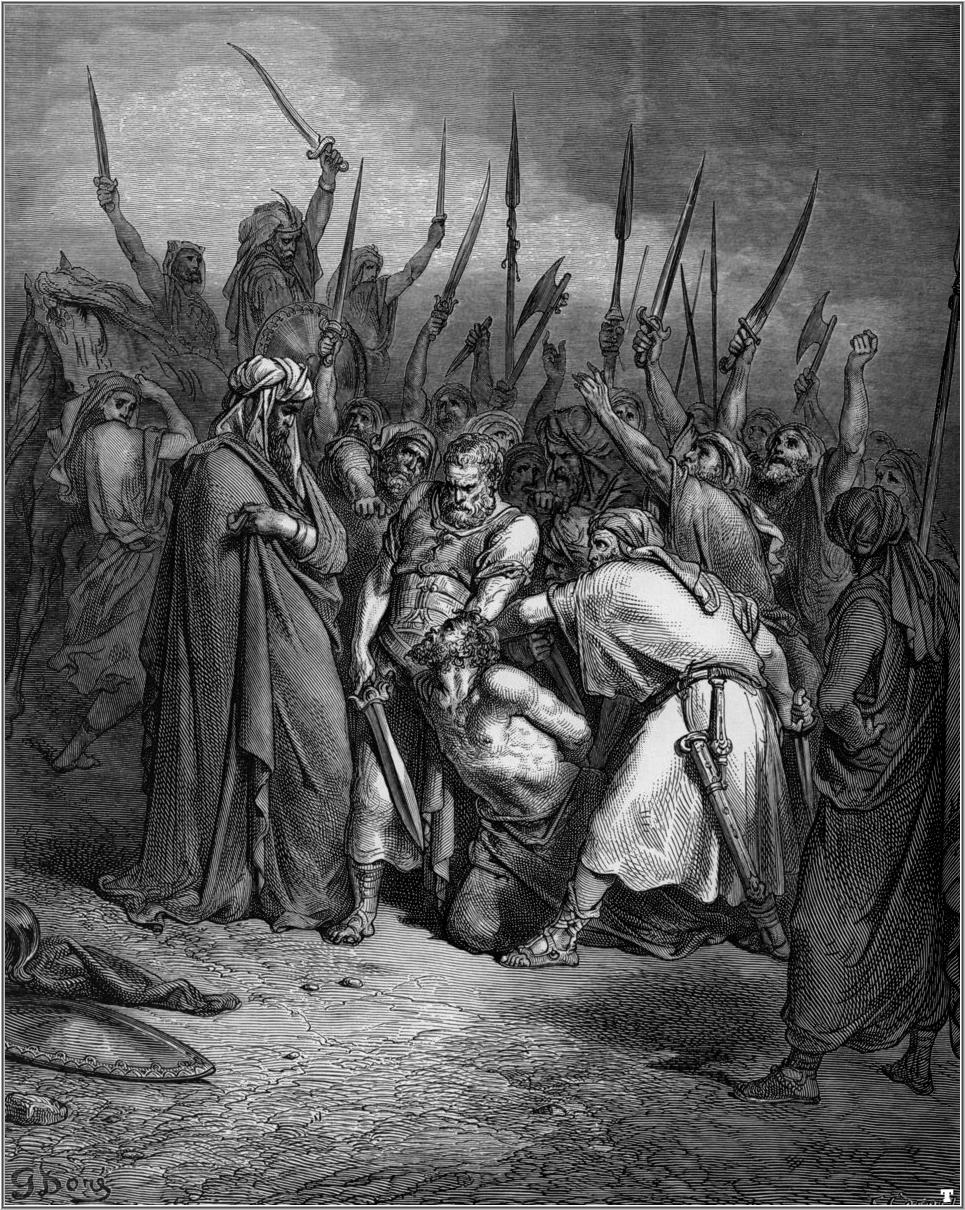
Morte di Agag (illustrazione di Gustave Doré dalla La Sainte Bible, 1895)

### Nello Shabbat Zachor
Quando la Parshah Tetzaveh coincide con il Shabbat Zachor (lo Speciale Shabbat che subito precede il Purim — come succede negli anni 2013, 2015, 2017, 2018, e 2020), la haftarah è:
- per gli aschenaziti: 1 Samuele 15:2-34[60];
- per i sefarditi: 1 Samuele 15:1-34[61].

#### Collegamento allo Shabbat Speciale
Nello Shabbat Zachor, lo Shabbat appena prima di Purim, gli ebrei leggono Deuteronomio 25:17-19, che istruisce gli ebrei: “Ricordati (ebraico: זָכוֹר, zachor) di ciò che ti ha fatto Amalek” attaccando gli Israeliti. La haftarah di Shabbat Zachor, 1 Samuele 15:2-34 o 1–34, descrive l'incontro di Saul con Amalek ed il trattamento del re amalecita Agag da parte di Saul e Samuele. Purim a sua volta commemora la storia di Ester e della vittoria del popolo ebraico su Aman e il suo piano di uccidere gli ebrei, raccontata nel Libro di Ester. Ester 3:1 identifica Aman come agagita, e quindi discendente di Amalek. Numeri 24:7 identifica gli agagiti cone gli amaleciti. Alternativamente, una Midrash narra la storia che tra la cattura di Re Agag da parte di Saul e la sua uccisione da parte di Samuels, Agag ebbe un figlio, dal quale a sua volta discese Aman.

## Riferimenti
La parshah ha paralleli o viene discussa nelle seguenti fonti:

### Biblici
- Esodo 39:1-31[69] (fare i vestimenti dei sacerdoti).
- Levitico 6:3[70] (sacerdote indossa lino); Levitico 16:4-33[71] (sommo sacerdote indossa lino).
- Deuteronomio 22:11[72] (combinazione di lana e lino).
- 1 Samuele 2:18[73] (sacerdote indossa lino); 22:18[74] (sacerdoti indossano lino).
- 2 Samuele 6:14[75] (David indossa lino durante il culto).
- Ezechiele 10:2[76] (uomo vestito di lino); 44:17-18[77] (sacerdoti vestono lino).
- Daniele 10:5[78] (uomo vestito di lino); 12:6-7[79] (uomo vestito di lino).
- Salmi 29:2[80] (santità di Dio); 77:21[81] (Mosè e Aronne); 93:5[82] (santità di Dio); 99:6[83] (Mosè e Aronne); 106:16[84] (Mosè e Aronne); 115:10,12[85] (casa di Aronne); 118:3[86] (casa di Aronne); 133:2[87] (unzione di Aronne).

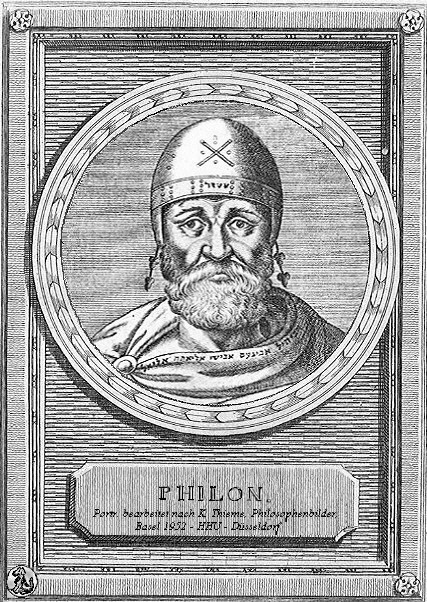
Filone d'Alessandria

- 1 Cronache 15:27[88] (David e i Leviti indossano lino durante il culto).
- 2 Cronache 5:12[89] (Leviti indossano lino nel culto).

### Non rabbinici
- Filone d'Alessandria. Allegorical Interpretation 1: 26:81; 3: 40:118; On the Migration of Abraham 18:103; On the Life of Moses 2:29:150–51; The Special Laws 1:51:276. Alessandria d'Egitto, I secolo e.v. Rist. su The Works of Philo: Complete and Unabridged, New Updated Edition. Trad. (EN)  di Charles Duke Yonge, 34, 63, 263, 504, 560. Peabody, Mass.: Hendrickson Pub., 1993. ISBN 0-943575-93-1.

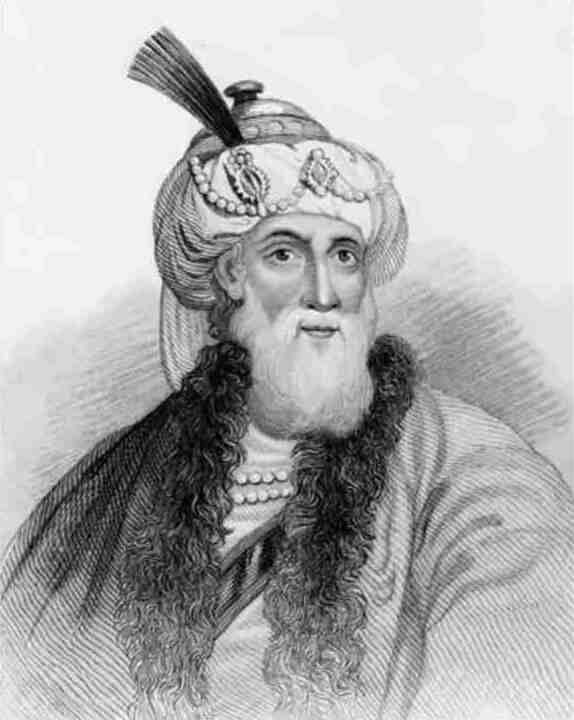
Flavio Giuseppe

- Flavio Giuseppe. Guerre giudaiche, 5:5:7. Circa 75 e.v. Rist. su The Works of Josephus: Complete and Unabridged, New Updated Edition. Trad. (EN)  di William Whiston, 708. Peabody, Mass.: Hendrickson Pub., 1987. ISBN 0-913573-86-8.
- Josephus, Antichità giudaiche 3:6:1–3:10:1. Circa 93–94. Rist. su The Works of Josephus: Complete and Unabridged, New Updated Edition. Trad. (EN)  di William Whiston, 85–95. Peabody, Mass.: Hendrickson Pub., 1987. ISBN 0-913573-86-8.

### Rabbinici classici
- Mishnah: Yoma 7:5; Zevachim 4:3; Menachot 5:6, 8:5; Keritot 1:1; Tamid 7:1; Kinnim 3:6. Terra d'Israele, circa 200 e.v. Rist. su The Mishnah: A New Translation. Trad. (EN)  di Jacob Neusner, 705, 743, 750, 871, 889. New Haven: Yale University Press, 1988. ISBN 0-300-05022-4.
- Tosefta: Sotah 7:17; Menachot 6:11, 7:6, 9:16. Land of Israel, circa 300 C.E. Reprinted in, e.g., The Tosefta, trad. dall'ebraico con nuova introd. di Jacob Neusner, vol. 1: 865; vol. 2: 1430–31, 1435, 1448. Peabody, Mass.: Hendrickson Pub., 2002. ISBN 1-56563-642-2.
- Talmud gerosolimitano: Challah 20a; Pesachim 35a, 57a, 62a; Yoma 3a, 5a, 6b, 8b, 14a–15a, 16a, 20a–b, 21b, 36a–b, 49b–50a; Sukkah 29b. Terra d'Israele, circa 400 e.v. Rist. su Talmud Yerushalmi. Curato da Chaim Malinowitz, Yisroel Simcha Schorr, e Mordechai Marcus, vols. 11, 18–19, 21–22. Brooklyn: Mesorah Publications, 2008–2011.

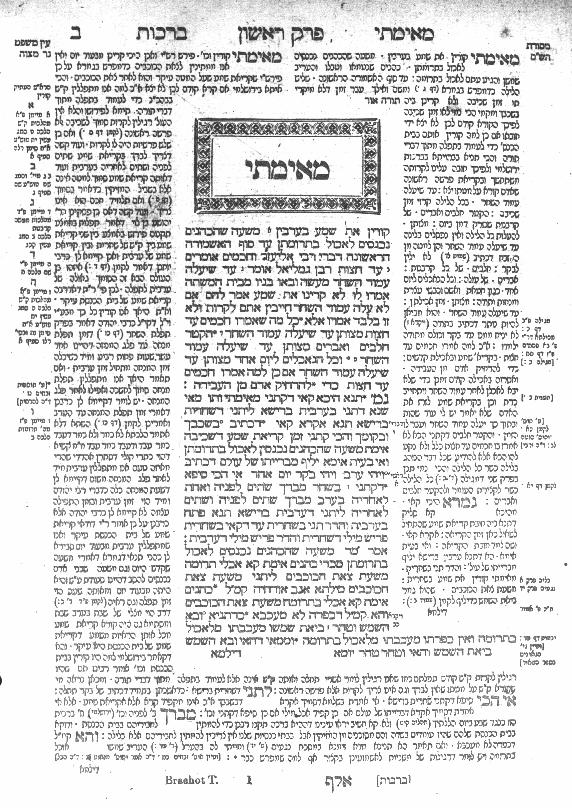
Talmud

- Talmud babilonese: Shabbat 12a, 21a, 31a, 63b; Eruvin 4a; Pesachim 16b, 24a, 59a–b, 72b, 77a, 92a; Yoma 5a–b, 7a–b, 14a–b, 15a, 31b, 33a–b, 45b, 52b, 57b, 58b, 61a, 68b, 71b–72b; Sukkah 5a, 37b, 49b; Taanit 11b; Megillah 12a–b, 29b; Chagigah 26b; Yevamot 40a, 60b, 68b, 87a, 90a; Nedarim 10b; Nazir 47b; Sotah 9b, 36a, 38a, 48a–b; Gittin 20a–b; Bava Batra 8b, 106b; Sanhedrin 12b, 34b, 61b, 83a–b, 106a; Makkot 13a, 17a, 18a–b; Shevuot 8b, 9b–10b, 14a; Avodah Zarah 10b, 23b, 39a; Zevachim 12b, 17b, 19a, 22b–23a, 24b, 26a, 28b, 44b, 45b, 59b, 83b, 87a, 88a–b, 95a, 97b, 112b, 115b, 119b; Menachot 6a, 11a, 12b, 14b, 25a, 29a, 36b, 42b, 49a, 50a–51a, 61a, 73a, 83a, 86a–b, 89a, 98b; Chullin 7a, 138a; Arakhin 3b–4a, 16a; Keritot 5a; Meilah 11b, 17b; Niddah 13b. Babilonia, VI secolo. Rist. su Talmud Bavli. Curato da Yisroel Simcha Schorr, Chaim Malinowitz, e Mordechai Marcus, 72 voll. Brooklyn: Mesorah Pubs., 2006.

### Medievali
- Esodo Rabbah 36:1–38:9. X secolo. Rist. su Midrash Rabbah: Exodus. Trad. (EN)  di S. M. Lehrman, 3:436–57. Londra: Soncino Press, 1939. ISBN 0-900689-38-2.

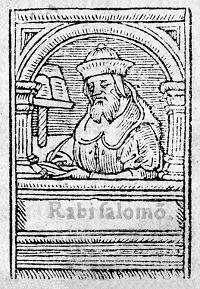
Rashi

- Saadia Gaon. Emunoth ve-Deoth, 2:11; 3:10. Baghdad, Babilonia, 933. Trad. (EN)  di Samuel Rosenblatt, 125, 177. New Haven: Yale University Press, 1948. ISBN 0-300-04490-9.
- Rashi. Commentario. Exodus 27–30. Troyes, Francia, tardo XI secolo. Rist. su Rashi. The Torah: With Rashi's Commentary Translated, Annotated, and Elucidated. Trad. (EN)  e note di Yisrael Isser Zvi Herczeg, 2:375–421. Brooklyn: Mesorah Publications, 1994. ISBN 0-89906-027-7.
- Maimonide. Guida dei perplessi, 1:25; 3:4, 32, 45, 46, 47. Cairo, Egitto, 1190. Rist. su Mosè Maimonide. The Guide for the Perplexed. Trad. (EN)  di Michael Friedländer, 34, 257, 323, 357, 362, 369. New York: Dover Publications, 1956. ISBN 0-486-20351-4.
- Zohar 2:179b–187b.[collegamento interrotto] Spagna, tardo XIII secolo. Rist. su The Zohar. Trad. (EN)  di Harry Sperling & Maurice Simon. 5 voll. Londra: Soncino Press, 1934.

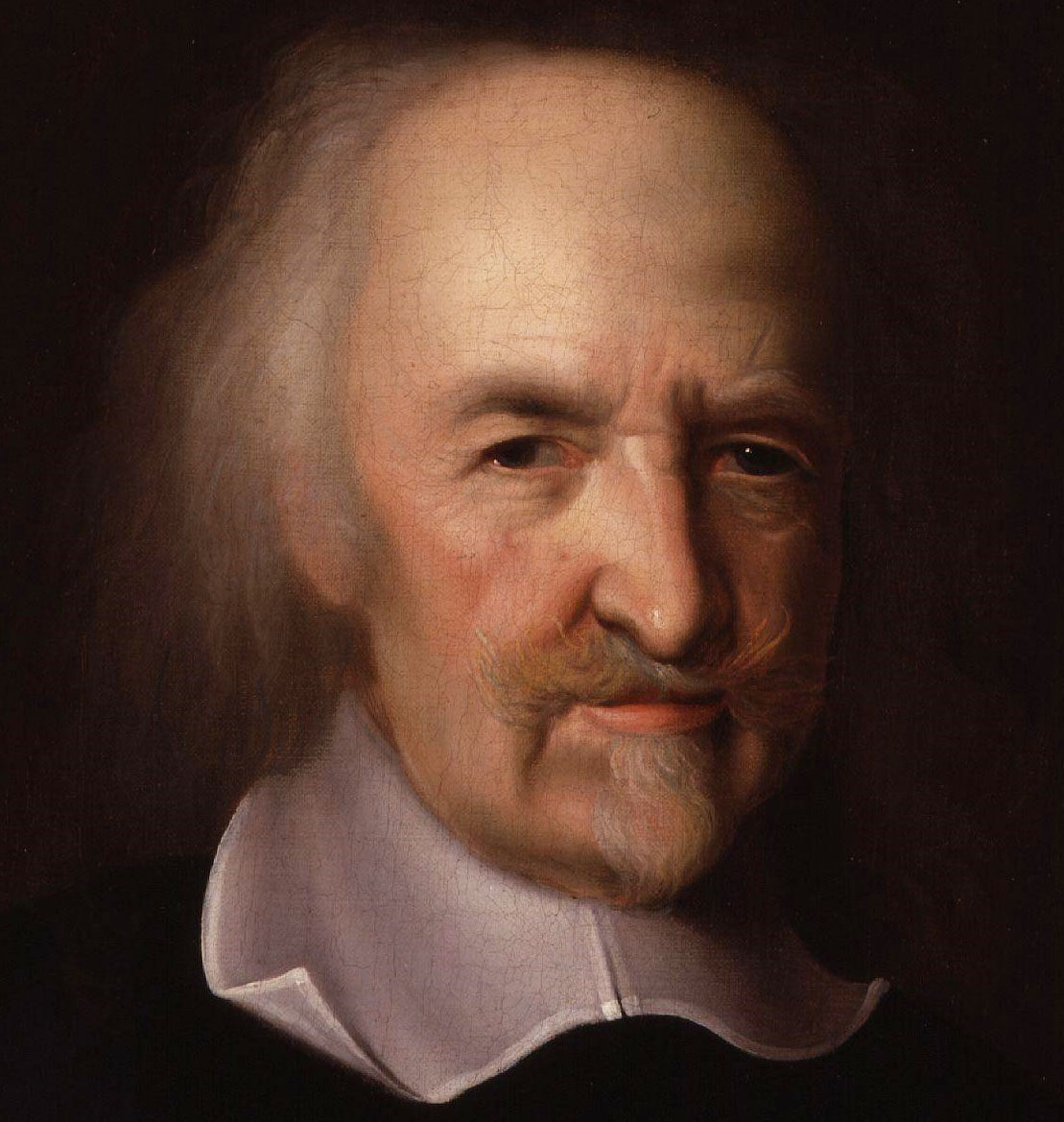
Thomas Hobbes

### Moderni
- Thomas Hobbes. Leviatano, 3:34, 40, 42. Inghilterra, 1651. Rist. curata da C. B. Macpherson, 431, 503–04, 572, 585. Harmondsworth, Inghilterra: Penguin Classics, 1982. ISBN 0-14-043195-0.
- Edward Taylor. “18. Meditation. Heb. 13.10. Wee Have an Altar.” In Preliminary Meditations: First Series. Cambridge, Mass.: Early 18th Century. Su Harold Bloom. American Religious Poems, 21–22. New York: Library of America, 2006. ISBN 978-1-931082-74-7.
- Thomas Mann. Giuseppe e i suoi fratelli. Trad. (EN)  di John E. Woods, 382. New York: Alfred A. Knopf, 2005. ISBN 1-4000-4001-9. Originale (DE)  Joseph und seine Brüder. Stockholm: Bermann-Fischer Verlag, 1943.

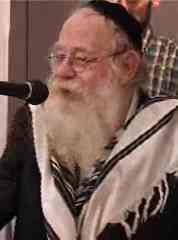
Adin Steinsaltz

- Adin Steinsaltz. Simple Words: Thinking About What Really Matters in Life, 156. New York: Simon & Schuster, 1999. ISBN 0-684-84642-X.
- Alan Lew. This Is Real and You Are Completely Unprepared: The Days of Awe as a Journey of Transformation, 53–55. Boston: Little, Brown and Co., 2003. ISBN 0-316-73908-1.
- William H.C. Propp. Exodus 19–40, 2A:310–538. New York: Anchor Bible, 2006. ISBN 0-385-24693-5.
- Suzanne A. Brody. “Aaron's Adornments.” In Dancing in the White Spaces: The Yearly Torah Cycle and More Poems, 82. Shelbyville, Kentucky: Wasteland Press, 2007. ISBN 1-60047-112-9.
- The Mishkan: The Tabernacle: Its Structure, Its Vessels, and the Kohen's Vestments. Brooklyn: Artscroll, 2008. (multimedia representation).
- Avrohom Biderman. The Mishkan: The Tabernacle: Its Structure and its Sacred Vessels. Brooklyn: Artscroll, 2011. ISBN 1-4226-1074-8.

### Testi
- Haftarah di Tezzavè cantata, su torah.it
- "Parashat Tezzavè", su torah.it
- Commentari e canti della "Parashat Tezzavè", su torah.it
- Testo Masoretico e traduzione JPS 1917, su mechon-mamre.org.
- Parashah cantata, su bible.ort.org. URL consultato il 14 febbraio 2013 (archiviato dall'url originale il 10 giugno 2011).
- Parashah in ebraico, su mechon-mamre.org.

### Commentari
- Academy for Jewish Religion, California, su ajrca.org.
- Academy for Jewish Religion, New York, su ajrsem.org.
- Aish.com. URL consultato il 14 febbraio 2013 (archiviato dall'url originale il 21 febbraio 2013).
- American Jewish University, su judaism.ajula.edu (archiviato dall'url originale il 18 marzo 2012).
- Anshe Emes Synagogue, Los Angeles, su anshe.org. URL consultato il 14 febbraio 2013 (archiviato dall'url originale il 1º novembre 2012).
- Bar-Ilan University, su biu.ac.il. URL consultato il 14 febbraio 2013 (archiviato dall'url originale il 26 settembre 2012).
- Chabad.org.
- The Desert Tabernacle, su thedeserttabernacle.blogspot.com. URL consultato il 14 febbraio 2013 (archiviato dall'url originale il 2 ottobre 2011).
- eparsha.com.
- G-dcast, su g-dcast.com. URL consultato il 14 febbraio 2013 (archiviato dall'url originale il 20 marzo 2013).
- Jewish Agency for Israel, su jewishagency.org. URL consultato il 14 febbraio 2013 (archiviato dall'url originale il 13 settembre 2012).
- Jewish Theological Seminary (XML), su jtsa.edu. URL consultato il 14 febbraio 2013 (archiviato dall'url originale l'11 marzo 2013).
- The Israel Koschitzky Virtual Beit Midrash, su vbm-torah.org. URL consultato il 14 febbraio 2013 (archiviato dall'url originale il 5 febbraio 2012).
- Miriam Aflalo, su mishpacha.com. URL consultato il 14 febbraio 2013 (archiviato dall'url originale il 6 aprile 2012).
- MyJewishLearning.com. URL consultato il 14 febbraio 2013 (archiviato dall'url originale l'8 settembre 2008).
- Ohr Sameach, su ohr.edu.
- Orthodox Union, su ou.org.
- OzTorah, Torah from Australia, su oztorah.com.
- Oz Ve Shalom — Netivot Shalom, su netivot-shalom.org.il. URL consultato il 14 febbraio 2013 (archiviato dall'url originale il 24 giugno 2010).

- Pardes from Jerusalem, su pardes.org.il. URL consultato il 14 febbraio 2013 (archiviato dall'url originale il 29 marzo 2012).
- Patheos, su patheos.com.
- Rabbi Dov Linzer, su rabbidovlinzer.blogspot.com.
- Rabbi Shimon.com, su rabbishimon.com. URL consultato il 14 febbraio 2013 (archiviato dall'url originale il 16 marzo 2012).
- Rabbi Shlomo Riskin, su ohrtorahstone.org.il. URL consultato il 14 febbraio 2013 (archiviato dall'url originale il 21 agosto 2011).
- Rabbi Shmuel Herzfeld, su rabbishmuel.com. URL consultato il 14 febbraio 2013 (archiviato dall'url originale l'11 marzo 2013).
- Reconstructionist Judaism, su www4.jrf.org. URL consultato il 14 febbraio 2013 (archiviato dall'url originale il 16 febbraio 2006).
- Sephardic Institute, su judaic.org. URL consultato il 14 febbraio 2013 (archiviato dall'url originale il 26 luglio 2011).
- Shiur.com.
- 613.org Jewish Torah Audio, su 613.org. URL consultato il 14 febbraio 2013 (archiviato dall'url originale il 27 settembre 2011).
- Tanach Study Center, su tanach.org.
- Torah from Dixie, su tfdixie.com. URL consultato il 14 febbraio 2013 (archiviato dall'url originale il 19 marzo 2012).
- Torah.it, su archivio-torah.it.
- Torah.org.
- TorahVort.com.
- Union for Reform Judaism, su urj.org. URL consultato il 14 febbraio 2013 (archiviato dall'url originale il 15 ottobre 2008).
- United Hebrew Congregations of the Commonwealth, su chiefrabbi.org. URL consultato il 14 febbraio 2013 (archiviato dall'url originale il 10 aprile 2012).
- United Synagogue of Conservative Judaism, su uscj.org. URL consultato il 14 febbraio 2013 (archiviato dall'url originale il 14 agosto 2012).
- What’s Bothering Rashi?, su shemayisrael.com. URL consultato il 14 febbraio 2013 (archiviato dall'url originale il 25 agosto 2021).
- Yeshiva University, su yutorah.org. URL consultato il 14 febbraio 2013 (archiviato dall'url originale il 18 dicembre 2019).